# Joan Baldoví
Joan Josep Baldoví Roda (Sueca, Valencia, 7 de agosto de 1958) es un maestro y político español de Més-Compromís, anteriormente militante del Bloc Nacionalista Valencià, partido con el que fue alcalde de Sueca entre 2007 y 2011. Es diputado de Compromís en el Congreso de los Diputados desde la X legislatura, ocupando un escaño por Valencia, siendo desde entonces a cabeza de lista de dicha coalición. Fue además el candidato de Compromís a la presidencia de la Generalidad Valenciana en las elecciones autonómicas de 2023.

## Biografía
Nació en la calle Nueva de Sueca, en la casa familiar. Recibió su educación en casa, con su madre, pues su padre solía estar fuera por motivos laborales. Aprendió a escribir con una mujer que ayudaba a las monjas de la plazoleta del Convento. Con ocho años fue al Instituto Laboral, con los salesianos, para realizar el bachiller elemental. Estudió en la Universidad Laboral de Alcalá de Henares dos años y realizó el COU en Sueca. Estudió dos años economía en la Universidad de Valencia, si bien se diplomó en Magisterio. Ha trabajado en una asesoría, ha sido corresponsal de Levante-EMV, profesor de valenciano para maestros, y maestro de escuela. Está casado con Pepi, una mujer de su pueblo, y tiene 3 hijas y dos nietos.

## Actividad política
Militante del Bloc Nacionalista Valencià desde la época de Unitat del Poble Valencià, fue el cabeza de cartel del Bloc para las elecciones locales de 2007 en Sueca, donde su lista obtuvo 5 concejales y él fue investido alcalde con los votos del PSPV-PSOE y EUPV (después IdPV).

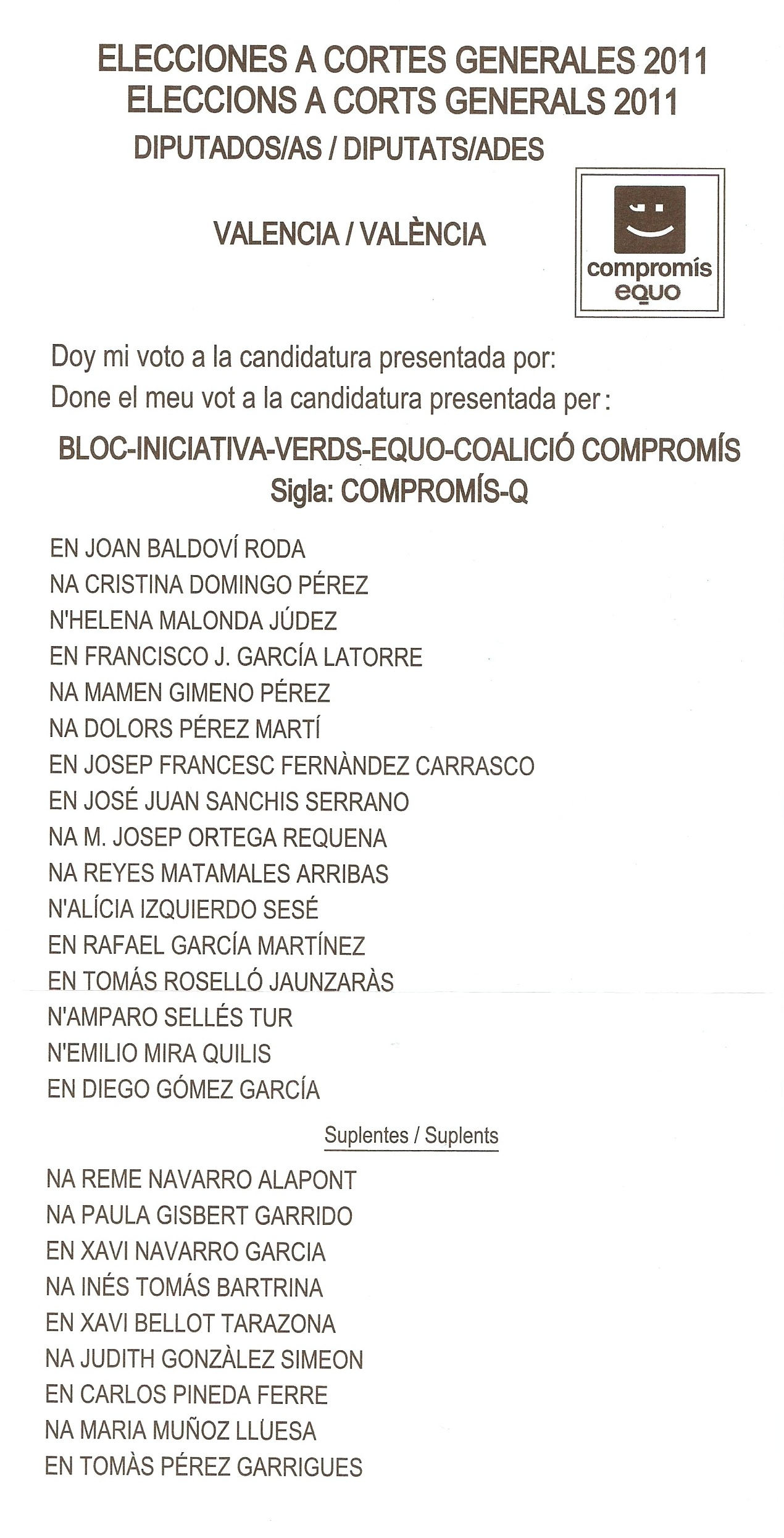
Papeleta de Compromís-Q encabezada por Joan Baldoví

En 2011 se postuló como candidato por Valencia en las elecciones generales españolas de 2011 por la Coalición Compromís, Siendo ratificado por el Consejo Nacional del Bloc el 24 de septiembre de 2011.
Fue el cabeza de lista de la coalición Compromís-Q por Valencia y salió elegido diputado con 85 725 votos (6,03 % de votos), habiendo obtenido la coalición 125 150 votos en toda la Comunidad Valenciana (0,51 % del total estatal).
En sus primeras declaraciones públicas tras ser elegido candidato, Baldoví afirmó ver un "futuro esperanzador" ante "la posibilidad de tener por primera vez desde la Segunda República un diputado valencianista en las Cortes".
Una de las primeras propuestas que Compromís sacó a debate en esa campaña electoral fue la realización de un referéndum para cambiar la ley electoral española. La propuesta de cambio de ley electoral fue bautizada como Referéndum Baldoví.
Los ejes programáticos que defiende la candidatura de Baldoví son las infraestructuras —especialmente la llegada del Corredor Mediterráneo a toda la Comunidad Valenciana—, la reforma de la ley electoral —por la vía del "referéndum Baldoví"— y la defensa de la lengua e identidad valencianas.
También se ha mostrado muy combatiente a la hora de pedir que los impuestos no graven excesivamente a los trabajadores con nómina y autónomos, pidiendo un "mimo" especial a estos últimos y a los emprendedores (al entender que son quienes generan la mayor parte del empleo), llegando a afirmar que "Para crear empleo hay que ayudar a los currantes".
Su programa también incluye una defensa de los servicios públicos, manifestándose en contra de los recortes de los mismos y del copago sanitario (término que rechaza por considerarlo desafortunado, pues prefiere llamarlo repago).
En su primera intervención en la Cámara Baja, Joan Baldoví recibió gran atención mediática por su discurso en el debate de investidura de Mariano Rajoy como presidente del gobierno. El suecano enojó a Rajoy (y a otros líderes del Partido Popular, como Rita Barberá) al pronunciar un discurso donde se hacía una dura crítica a la gestión del PP en el Comunidad Valenciana, donde llevaba dieciséis años de gobierno con mayoría absoluta.
En las Elecciones generales de España de 2015, Joan Baldoví se presenta como cabeza de lista de Compromís-Podemos-És el moment por la circunscripción de Valencia, donde obtiene 5 diputados. Además, su partido obtiene 3 diputados en Alicante y 1 diputada en Castellón.
En las Elecciones generales de España de 2016, Joan Baldoví se vuelve a presentar como cabeza de lista de Compromís-Podemos-EUPV: A la valenciana (esta vez junto a EUPV) por la circunscripción de Valencia, obteniendo los mismos resultados en las tres circunscripciones de la Comunidad Valenciana.
En diciembre de 2019 fue imputado por un delito de prevaricación administrativa en un caso de presunta corrupción urbanística durante su gestión como alcalde de Sueca. No obstante, la causa se archivó al no detectar ningún indicio por parte de los jueces, quienes añadieron que Joan Baldoví se ajustó "a la legalidad y las resoluciones judiciales que le afectaban".
En 2021, inició una serie de programas de entrevistas a personalidades relevantes creando el canal de YouTube "En Confiança" ('En Confianza'), por el cual han pasado personalidades de la cultura como Anabel Alonso, Samantha o Lory Money, divulgadores de la talla de Noah Higón o Miquel Ramos y políticos como Manuela Carmena, Teresa Rodríguez o Mónica García.

## Candidato a presidente de la Generalidad
El 29 de septiembre de 2022 se anunció que sería candidato a las primarias de Compromís para elegir al candidato de las elecciones autonómicas de la Comunidad Valenciana de mayo de 2023.
El 13 de febrero de 2023, Baldoví fue elegido en las primarias de Compromís como candidato a la Presidencia de la Generalidad Valenciana arrasando con más de un 93% de votos a favor, una cifra histórica en la coalición valencianista.
En esta carrera hacia la Presidencia de la Generalidad Valenciana, Joan Baldoví ha dejado claros sus pilares fundamentales, como son blindar la Sanidad Pública y aumentar los recursos en atención primaria, aumentar considerablemente el parque público de viviendas y regular el precio de los alquileres, o llevar a los tribunales la infrafinanciación a la cual el Estado español castiga a los servicios públicos de la Comunidad Valenciana.

### Miles de kilómetros para escuchar al electorado
Desde el momento en que anunció su candidatura, Baldoví se comprometió a visitar a todos los colectivos de Compromís a lo largo y ancho de la Comunidad Valenciana. Y, a día de hoy, así lo está llevando a cabo, recorriendo con una furgoneta la geografía valenciana y realizando encuentros en diferentes pueblos, acumulando a fecha de febrero 12.000 kilómetros recorridos.